# Stolpe an der Peene
Stolpe er en by og kommune i det nordøstlige Tyskland, beliggende i Amt Anklam-Land i den centrale del af Landkreis Vorpommern-Greifswald. Landkreis Vorpommern-Greifswald ligger i delstaten Mecklenburg-Vorpommern.

## Geografi
Stolpe an der Peene er beliggende i nærheden af Anklam på sydbredden af floden Peene ved Bundesstraße B 110.
I kommunen ligger landsbyerne:
- Dersewitz
- Grüttow
- Neuhof
- Stolpe an der Peene.

## Eksterne kilder og henvisninger
- Wikimedia Commons har flere filer relateret til Stolpe an der Peene
- Byens side Arkiveret 29. marts 2017 hos  Wayback Machine på amtets websted
- Statistik Arkiveret 29. marts 2017 hos  Wayback Machine